# Emanuel L. Philipp

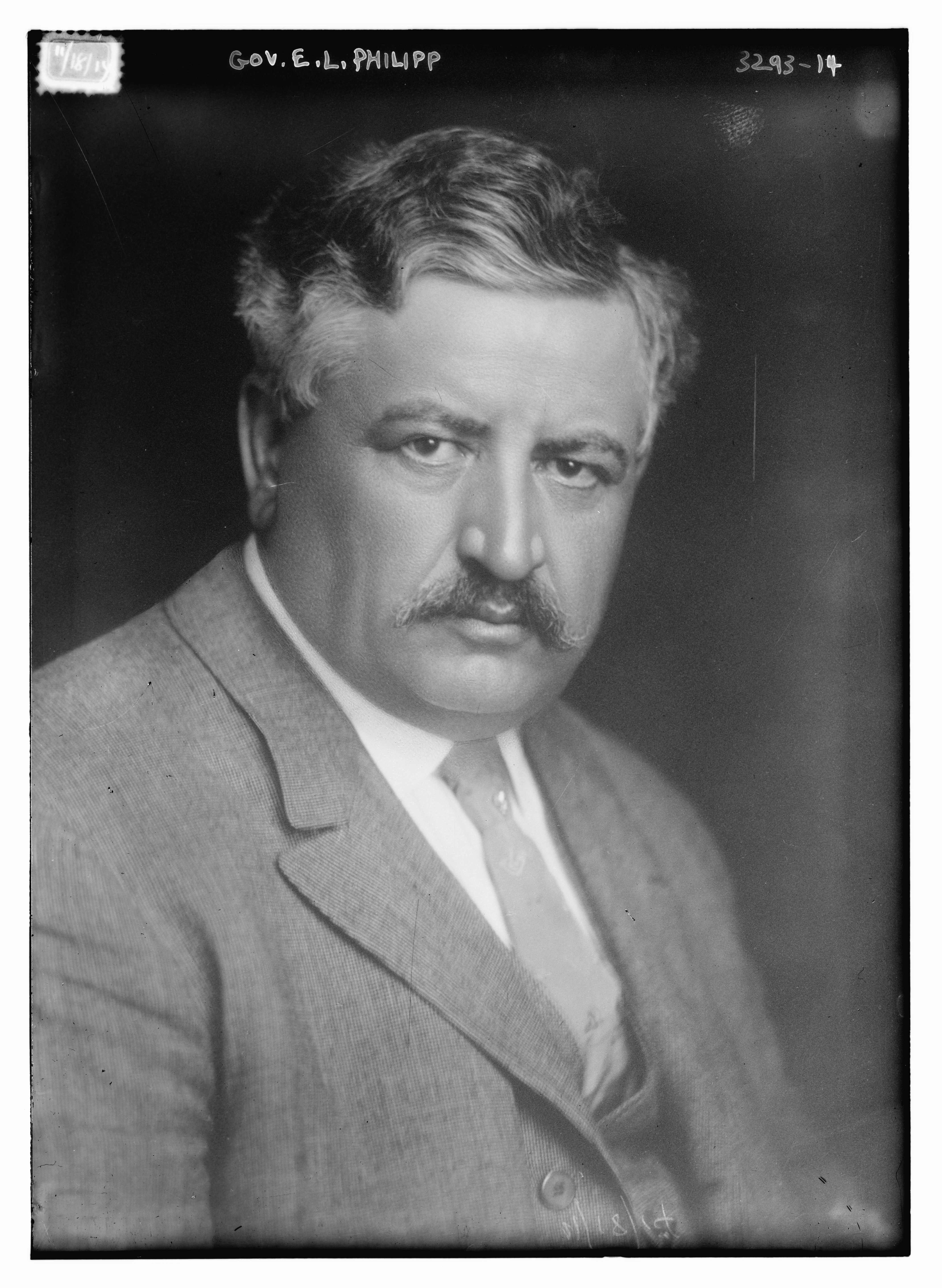
Emanuel Lorenz Philipp

Emanuel Lorenz Philipp (* 25. März 1861 bei Honey Creek, Wisconsin; † 15. Juni 1925 in Milwaukee, Wisconsin) war ein US-amerikanischer Politiker und von 1915 bis 1921 der 23. Gouverneur des Bundesstaates Wisconsin.

## Frühe Jahre und politischer Aufstieg
Nach der Grundschule war Philipp für einige Zeit selbst als Lehrer tätig. Dann wurde er bei der Eisenbahn im Telegraphendienst in Madison angestellt. Auch in den folgenden Jahren blieb er beruflich der Eisenbahn verbunden. Er wurde Vertreter und wieder Telegraphist der Chicago and Northwestern Railroad. Zwischen 1889 und 1902 bekleidete er führende Positionen bei den Gould System Lines. Er war aber auch an anderen Unternehmen beteiligt. Im Staat Mississippi gründete er eine Holzhandelsfirma. Im Jahr 1903 kaufte Philipp eine Kühlstransportfirma, deren Sitz er nach Milwaukee verlegte.
Philipp gehörte der Republikanischen Partei an und war zunächst mit Robert La Follette politisch verbunden. Später überwarfen sich die beiden Männer aber. Zwischen 1909 und 1914 war Philipp Leiter der Polizei von Milwaukee (Milwaukee Police Commissioner). Im Jahr 1914 wurde er als Verlegenheitskandidat seiner Partei als deren Spitzenkandidat für die Gouverneurswahlen nominiert. Der progressive und der konservative Flügel der Partei hatten zuvor vergeblich versucht, einen anderen Kandidaten aufzustellen.

## Gouverneur von Wisconsin
Nachdem Philipp auch die Mehrheit der Wählerstimmen gegenüber dem Demokraten John C. Karel auf sich vereinigen konnte, wurde er am 4. Januar 1915 in sein neues Amt eingeführt. In den Jahren 1916 und 1918 wurde er jeweils bestätigt und konnte somit bis zum 3. Januar 1921 im Amt bleiben. In seine Amtszeit fiel der Erste Weltkrieg. Wie in den anderen Bundesstaaten musste auch in Wisconsin die Industrieproduktion auf Rüstungsgüter umgestellt werden. Junge Männer wurden gemustert und zum Militär eingezogen. Teilweise kam es innerhalb der Bevölkerung zu einer Art Kriegshysterie, die der Gouverneur erfolgreich bekämpfte. Nach Kriegsende im November 1918 musste die Industrieproduktion wieder auf den zivilen Bedarf zurückgefahren werden, und die heimkehrenden Soldaten mussten wieder in die Gesellschaft eingegliedert werden. Hierbei setzte sich Philipp sehr für die Interessen der Kriegsveteranen ein.
Unabhängig von diesen vom Weltkrieg bestimmten Vorgängen setzte sich der Gouverneur für eine Ausgabenkürzung zur Sanierung des Haushalts ein. Gleichzeitig wurde ein neues System zur Haushaltsverwaltung (State System of Accounting) eingeführt. Trotzdem wurde der Ausbau der Schulen, vor allem im ländlichen Bereich, gefördert. Damals wurde das Landwirtschaftsministerium offiziell gegründet und eine Umweltschutzkommission ins Leben gerufen. Auf dem Gebiet des Gesundheitswesens wurde ein neues staatliches Krankenhaus errichtet und an der University of Wisconsin wurden vierjährige Medizinstudiengänge angeboten.

## Weiterer Lebenslauf
Nach dem Ende seiner Gouverneurszeit widmete sich Philipps wieder seinen geschäftlichen Interessen. Zusätzlich betrieb er zwei Musterfarmen und war in der Wisconsin Human Society aktiv. Außerdem war er Kurator der Marquette University. Emanuel Philipp war mit Bertha Schweke verheiratet, mit der er drei Kinder hatte.